# Stenolophus quinquepustulatus
Stenolophus quinquepustulatus är en skalbaggsart som först beskrevs av Christian Rudolph Wilhelm Wiedemann 1823.  Stenolophus quinquepustulatus ingår i släktet Stenolophus och familjen jordlöpare. Inga underarter finns listade i Catalogue of Life.